# 율장
율장(律藏, 팔리어: Vinaya Piṭaka 비나야 피타카)은 불교 교단의 계율을 집대성한 것이다. 계율은 고타마 붓다의 활동 당시부터 필요에 따라 제정되어 왔는데, 오늘날 전해지고 율장들은 불교 교단이 여러 부파로 분열된 후 특정 부파들에 의하여 전승된 것들이다.

## 종류
율장은 여러 부파에서 수십 종이 전하고 있다. 대표적인 율장은 다음과 같다.

### 팔리 율장
남방상좌부(南方上座部)의 율장.

### 한역된 부파의 율장
다음 5부율(五部律)이 대표적이다.
1. 법장부(法藏部, 산스크리트어: Dharmaguptaka)의 《사분율(四分律)》(Dharmaguptaka Vinaya, K.0896, T.1428)
2. 화지부(化地部, 산스크리트어: Mahīśāsaka)의 《미사색부화혜오분율(彌沙塞部和醯五分律)》(Mahīśāsaka Vinaya, K.0895, T.1421) 약칭 《오분율(五分律)》
3. 설일체유부(說一體有部, 산스크리트어: Sarvāstivāda)의 《십송율(十誦律)》(Sarvāstivāda Vinaya, K.0890, T.1435)과 근본설일체유부(산스크리트어: Mūlasarvāstivāda)의 《근본설일체유부비나야(根本說一切有部毘奈耶)》(Mūlasarvāstivāda Vinaya, K.0891, T.1442) 약칭 《유부신율(有部新律)》
4. 대중부(大衆部, 산스크리트어: Mahāsāṃghika)의 《마하승기율(摩訶僧祇律)》(Mahāsāṃghika Vinaya, K.0889, T. 1425)
5. 가섭유부(음광부(飮光部), 산스크리트어: Kassapikā,  팔리어: Kassapiyā)의 《해탈계경(解脫戒經)》(해탈율, K.0910, T.1460)

《사분율》, 《오분율》, 《십송율》, 《마하승기율》을 4대광률(四大廣律) 또는 4광률(四廣律)이라고 하며, 《해탈율》까지 오부율(五部律)이라고도 한다.
역사적으로는 설일체유부가 먼저 분파하였지만 《사분율》과 《오분율》이 팔리 율장과 더 유사하므로 목록의 앞에 둔다.
법장부(法藏部)의 《사분율(四分律)》은 중국과 일본에서 율종(律宗)이라는 종파를 이루게 하였다.

### 서장 율장과 산스크리트어 역본
산스크리트어 성전은 팔리어 성전이나 대장경과 달리 체계적으로 정리되어있지 않다. 또 주로 대승불교의 영향을 받은 중국 한역본의 번역한 것으로 알려져있다.
당나라 때 한역된 근본설일체유부의 《근본설일체유부비나야》(유부신율)의 티베트어 역본 9부(部)와 산크리트어 역 비구니계본 1부가 남아있다.
이외에 역시 설일체유부에 속하는 《바라제목차경》 또는 《십송경》으로 추정되는 산크리트어 역본과, 건도에 관한 산스크리트어 파편 등이 남아있다.

### 대승 율장
아래 3가지가 대표적이다.
1. 《범망경》의 범망계(梵網戒)
2. 《유가사지론》와 유가계(瑜伽戒)
3. 《보살영락본업경》의 보살계(三聚淨戒)

## 내용적 구성
율장은 내용적으로는 다음의 3부로 구성되어 있다.
- 계본(戒本 · Patimokkha · 바라제목차 · 波羅提木叉): 출가수행자(出家修行者)들이 지켜야 할 금지 사항을 각개 조항으로 적은 것
- 갈마본(羯磨本): 교단 운영상의 준수 사항(遵守事項)
- 부수(附隨 · Parivara): 계본(戒本)과 갈마본(羯磨本)의 부대사항

계본과 갈마본에는 주석이 붙어 있다.  계본에 대한 해설은 경분별(經分別 · Suttavibhanga)이라 불리고 갈마본에 대한 해설은 건도부(犍度部 · Khandhaka)라 불린다.

## 주석서
대표적인 5대 논서는 다음과 같다. 이를 오론(五論)이라고 하며, 4대광률과 합하여 사율오론(四律五論)이라고도 부른다.
1. 《비니모경(毘尼母經)》(비니모론(毗尼母論), Vinaya-matrika-sastra, K.0939, T.1463) — 《사분율》의 주석[4]
2. 《살바다부비니마득륵가(薩婆多部毘尼摩得勒伽)》(비니마득륵가, 마득륵가론, 산스크리트어: Sarvāstivādavinayamātṛkā, Sarvāstivāda-nikāya vinaya-matrika, K0935, T.1441) — 십송율, 유부율의 주석
3. 《선견율비바사(善見律毘婆沙)》(선견론, 선견비바사율, 비바사율, 산스크리트어: Samantapāsādikā, K.0937, T.1462) — 사분율의 주석으로 보는데, 팔리 율장이 사분율과 매우 유사하다.
4. 《살바다비니비바사(薩婆多毘尼毘婆沙)》(살바다론, 살바다율광설, 산스크리트어: Sarvāstivādavinayavibhāṣā, K.0941, T.1440) — 《십송율》의 주석
5. 정량부(正量部, 산스크리트어: Saṁmatīya)의 《율이십이명료론(律二十二明了論)》(명료론, Vinaya-dvavimsati-prasannartha-sastra, K.0942, T.1461) — 주석서가 아니라 계율의 해석서

## 같이 보기
- 계율
- 수계
- 경장
- 논장
- 계본
- 범망경

## 참고 문헌
- 《사분율비구계본(四分律比丘戒本)》, 한글대장경 검색시스템, 동국역경원. 2011년 4월 2일에 확인: 계본, 즉 바라제목차가 들어 있다.
- 《근본살바다부율섭(根本薩婆多部律攝)》, 한글대장경 검색시스템, 동국역경원. 2011년 4월 2일에 확인: 계본, 즉 바라제목차가 들어 있다.
- 《불설범망육십이견경(佛說梵網六十二見經)》, 한글대장경 검색시스템, 동국역경원. 2011년 4월 2일에 확인: 대승불교의 율장이다.
- 《사분율(四分律)》, 대정신수대장경, T22, No. 1428. CBETA. 2011년 4월 2일에 확인.
- 《오분율(五分律)》, 대정신수대장경, T22, No. 1421. CBETA. 2011년 4월 2일에 확인.
- 《십송율(十誦律)》, 대정신수대장경, T23, No. 1435. CBETA. 2011년 4월 2일에 확인.
- 《마하승기율(摩訶僧祇律)》, 대정신수대장경, T22, No. 1425. CBETA. 2011년 4월 2일에 확인.
- 《범망경(梵網經)》, 대정신수대장경, T24, No. 1484. CBETA. 2011년 4월 2일에 확인: 대승불교의 율장이다.
- 《불설범망육십이견경(佛說梵網六十二見經)》, 대정신수대장경, T1, No. 21. CBETA. 2011년 4월 2일에 확인: 대승불교의 율장이다.